# Club Deportes Iquique

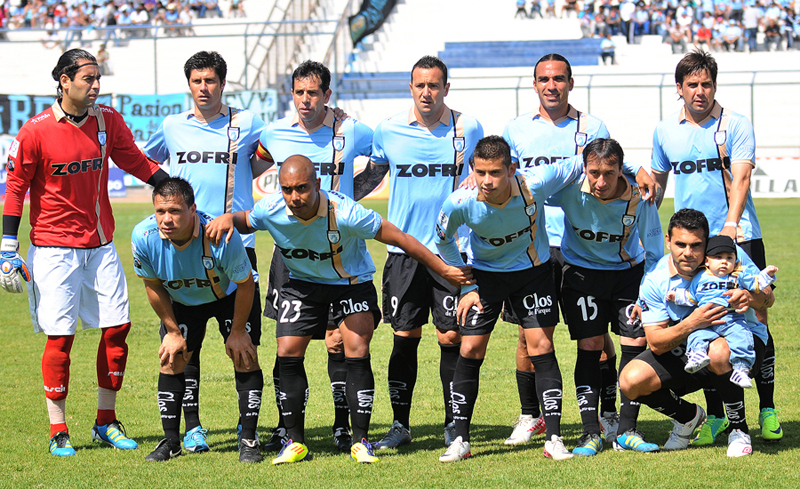
Team van 2011

Club Deportes Iquique is een Chileense voetbalclub uit de stad Iquique. De club werd opgericht op 21 mei 1978. De thuiswedstrijden worden in het Estadio Tierra de Campeones gespeeld, dat plaats biedt aan 9.500 toeschouwers. De clubkleuren zijn blauw-wit. Club Deportes Iquique speelde van 2003 tot 2010 onder de naam Club Deportivo Municipal Iquique, of kortweg Municipal Iquique.

## Erelijst
Nationaal
- Segunda División

Winnaar: (1) 1979, 1997-Clausura
- Tercera División

Winnaar: (2) 2006
- Copa Chile

Winnaar: (3) 1980, 2010, 2014

## Trainer-coaches
- Gerardo Pelusso (1996-1997)
- José Cantillana (2011)
- Jorge Pellicer (2011)
- Fernando Vergara (2011-2012)
- Diego Musiano (2012)
- Christian Díaz (2013)
- Diego Musiano (2013)
- Jaime Vera (2013-)